# Matanová
Matanová – dolina w Górach Kremnickich na Słowacji będąca orograficznie lewym odgałęzieniem doliny Cenovo. Jest to dolina wciosowa, której górny koniec wcina się we wschodnie zbocza szczytu Tabla. Dolina ma kręty przebieg; najpierw opada w kierunku wschodnim, potem zakręca na północny wschód i na północ, na koniec znów na wschód. 
Dnem doliny spływa Ploskov potok. Dolina jest w większości porośnięta lasem, niewielką część jej zboczy tworzą pola miejscowości Kordíky.